# Torres del Paine
Torres del Paine är en kommun i Chile.   Den ligger i provinsen Provincia de Última Esperanza och regionen Región de Magallanes y de la Antártica Chilena, i den södra delen av landet, 2 000 km söder om huvudstaden Santiago de Chile.
Trakten runt Torres del Paine består i huvudsak av gräsmarker. Trakten runt Torres del Paine är nära nog obefolkad, med mindre än två invånare per kvadratkilometer.